# −6 (tal)
−6 (minus sex) är det negativa heltal som följer −7 och följs av −5.

## Inom matematiken
Talet −6 definieras som den additiva inversen till 6, det vill säga det tal vars summa med 6 är lika med 0.

## Användning
- SI-prefixet mikro-, 10−6